# گمبلوکس اگرو-بیو تک
گمبلوکس اگرو-بیو تک (به لاتین: Gembloux Agro-Bio Tech) یک مؤسسه آموزشی، بنیاد پژوهشی، دانشگاه، دانشکده و پردیس دانشگاهی در بلژیک است که در ژامبلو واقع شده‌است.